# Curtiss XBTC
Curtiss XBTC là một loại máy bay ném bom ngư lôi thử nghiệm của Hoa Kỳ, được phát triển trong Chiến tranh thế giới II.

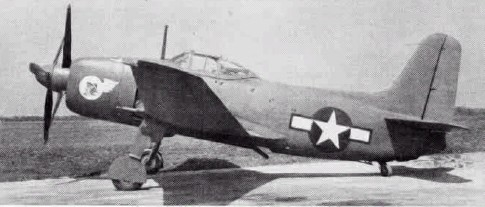
XBTC-2 "Model A".

## Biến thể
- Curtiss XBTC-1 (Model 96):
- Curtiss XBTC-2 (Model 98):

## Quốc gia sử dụng
Hoa Kỳ
- Hải quân Hoa Kỳ

## Tính năng kỹ chiến thuật (XBTC-2)

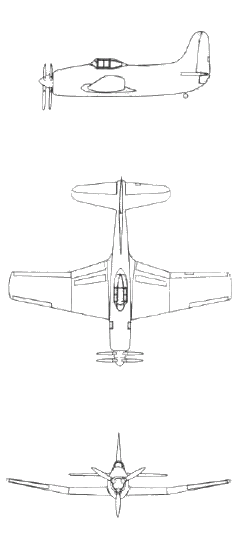
XBTC-2.

Dữ liệu lấy từ Curtiss Aircraft 1907–1947
Đặc tính tổng quát
- Kíp lái: 2
- Chiều dài: 39 ft 0 in (11,89 m)
- Sải cánh: 50 ft 0 in (15,24 m)
- Chiều cao: 12 ft 11 in (3,94 m)
- Diện tích cánh: 425 foot vuông (39,5 m2)
- Trọng lượng rỗng: 13.410 lb (6.083 kg)
- Trọng lượng có tải: 21.660 lb (9.825 kg) với 1 ngư lôi Mk 13
- Động cơ: 1 × Pratt & Whitney R-4360-8A Wasp Major kiểu động cơ piston bố trí tròn, 3.000 hp (2.200 kW)
- Cánh quạt: 6-lá Curtiss Electric, 14 ft 2 in (4,32 m) đường kính

hoặc 1x 6 lá Aeroproducts AD7562 13,5 ft (4 m)
Hiệu suất bay
- Vận tốc cực đại: 374 mph (602 km/h; 325 kn) trên độ cao 16.000 ft (4.900 m)
- Vận tốc hành trình: 188 mph (163 kn; 303 km/h)
- Tầm bay: 1.835 mi (1.595 nmi; 2.953 km) ở vận tốc 188 mph (303 km/h)
- Trần bay: 26.200 ft (7.986 m)
- Vận tốc lên cao: 2.250 ft/min (11,4 m/s)

Vũ khí trang bị

- Súng: 4 × pháo 20mm
- Tên lửa: 1 ngư lôi
- Bom: Lên tới 2.000 pound (910 kg)